# Pyrellia difficilis
Pyrellia difficilis är en tvåvingeart som beskrevs av Zielke 1971. Pyrellia difficilis ingår i släktet Pyrellia och familjen husflugor. Inga underarter finns listade i Catalogue of Life.